# Chambly (Oise)
 Chambly  ist eine französische Kleinstadt mit 9909 Einwohnern (Stand 1. Januar 2022) im Département Oise in der Region Hauts-de-France. Sie gehört zum Arrondissement Senlis, zum Kanton Méru und zum Gemeindeverband Thelloise.

## Lage
Die Stadt Chambly liegt an der Esches nahe deren Mündung in die Oise in der Landschaft Vexin français an der Grenze zum Département Val-d’Oise, 44 Kilometer nordnordwestlich der Innenstadt von Paris. Im Westen der Stadt Chambly verläuft die Autoroute A16.

## Bevölkerungsentwicklung
| Jahr                       | 1962 | 1968 | 1975 | 1982 | 1990 | 1999 | 2011 | 2021 |
| Einwohner                  | 5331 | 5614 | 6119 | 6105 | 7140 | 9138 | 9475 | 9980 |
| Quellen: Cassini und INSEE |      |      |      |      |      |      |      |      |

## Sehenswürdigkeiten
- La Fosse aux Moines, neolithische Stätte
- Kirche Notre-Dame (13./14. Jahrhundert, Monument historique)
- romanische Kapelle Saint-Aubin
- Schloss Chambly mit großem Schlosspark
- Kapelle Saint-Robert
- Pavillon und Park Conti (17. Jahrhundert)
- Wasserturm

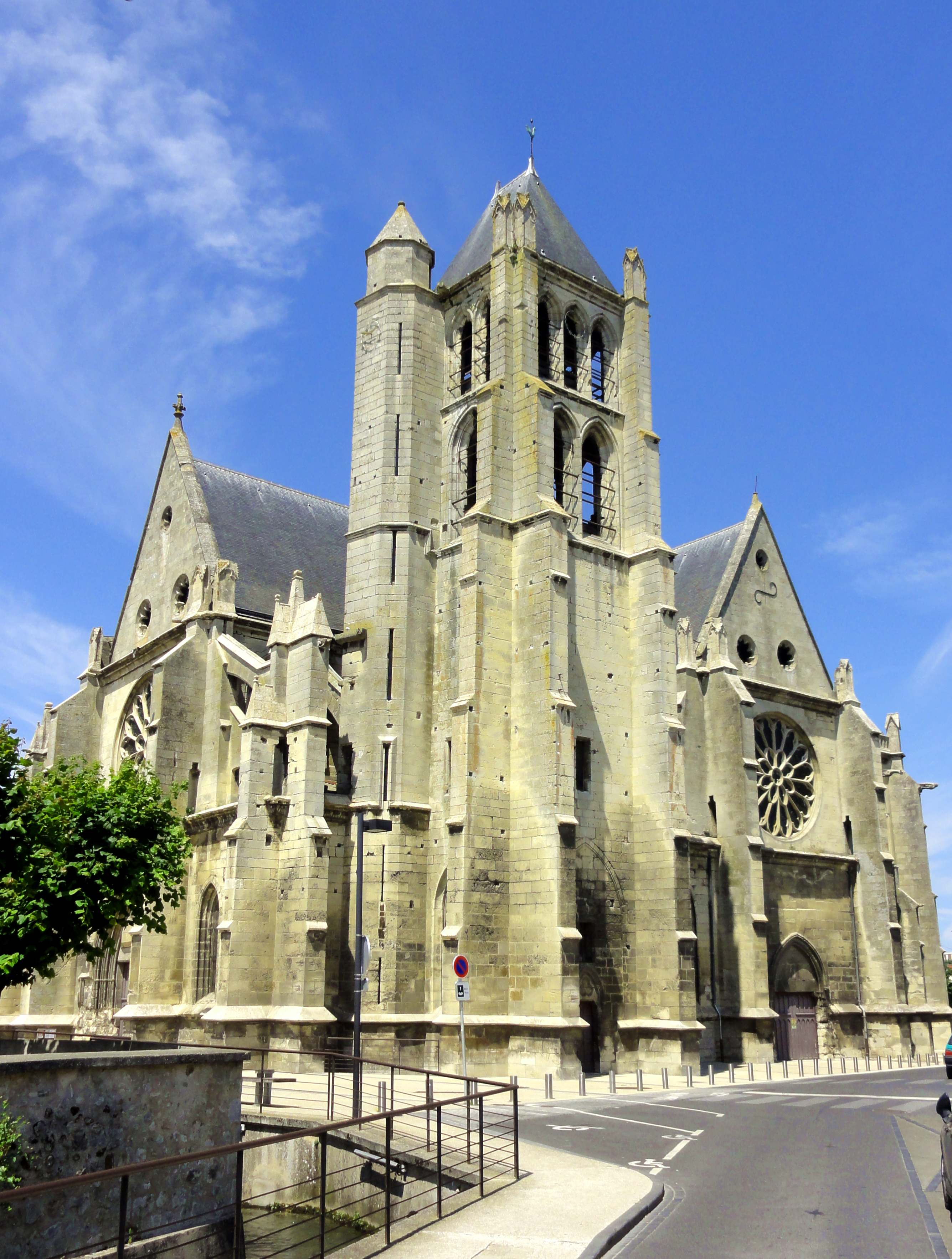
Kirche Notre-Dame
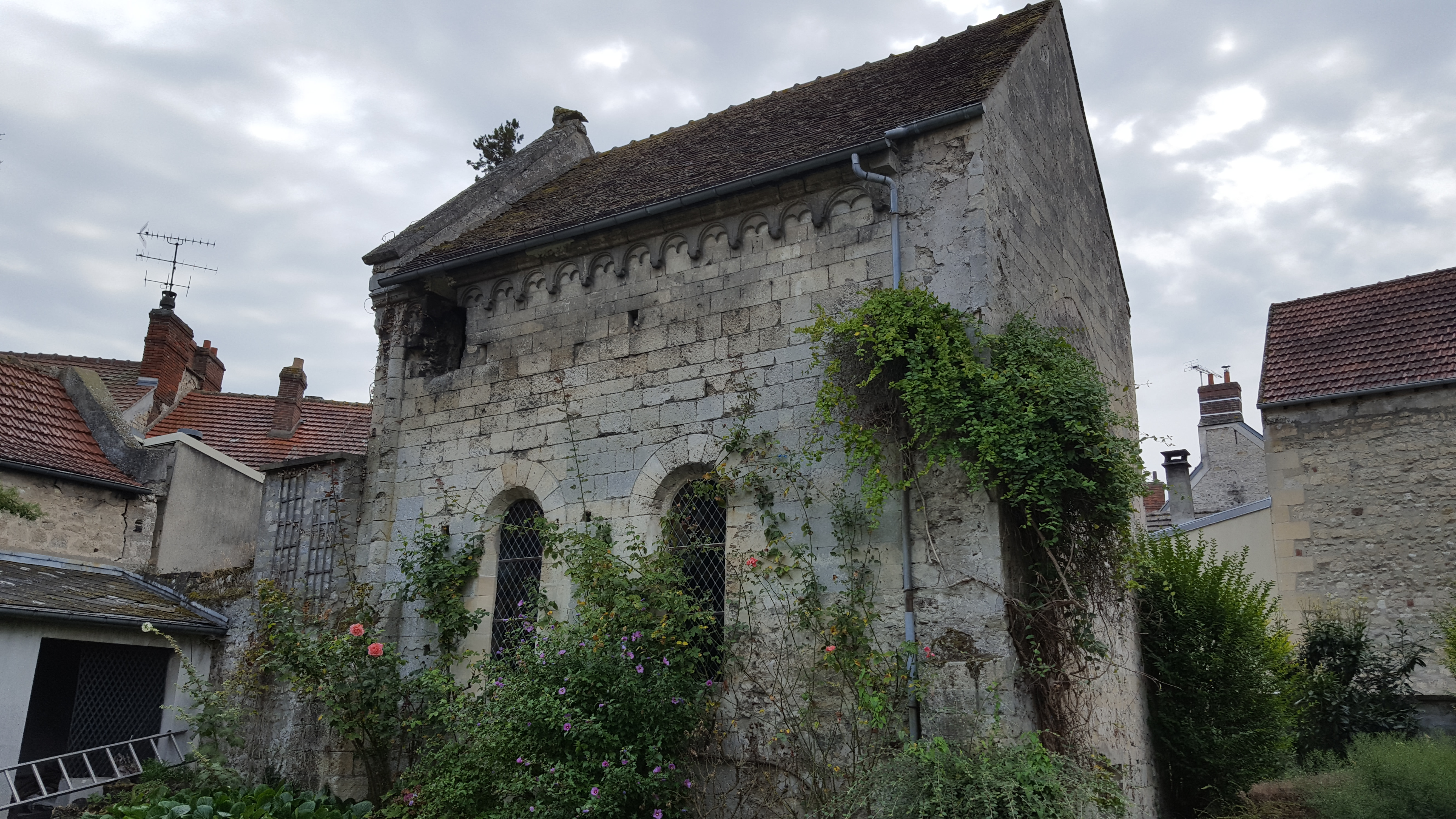
Kapelle Saint-Aubin
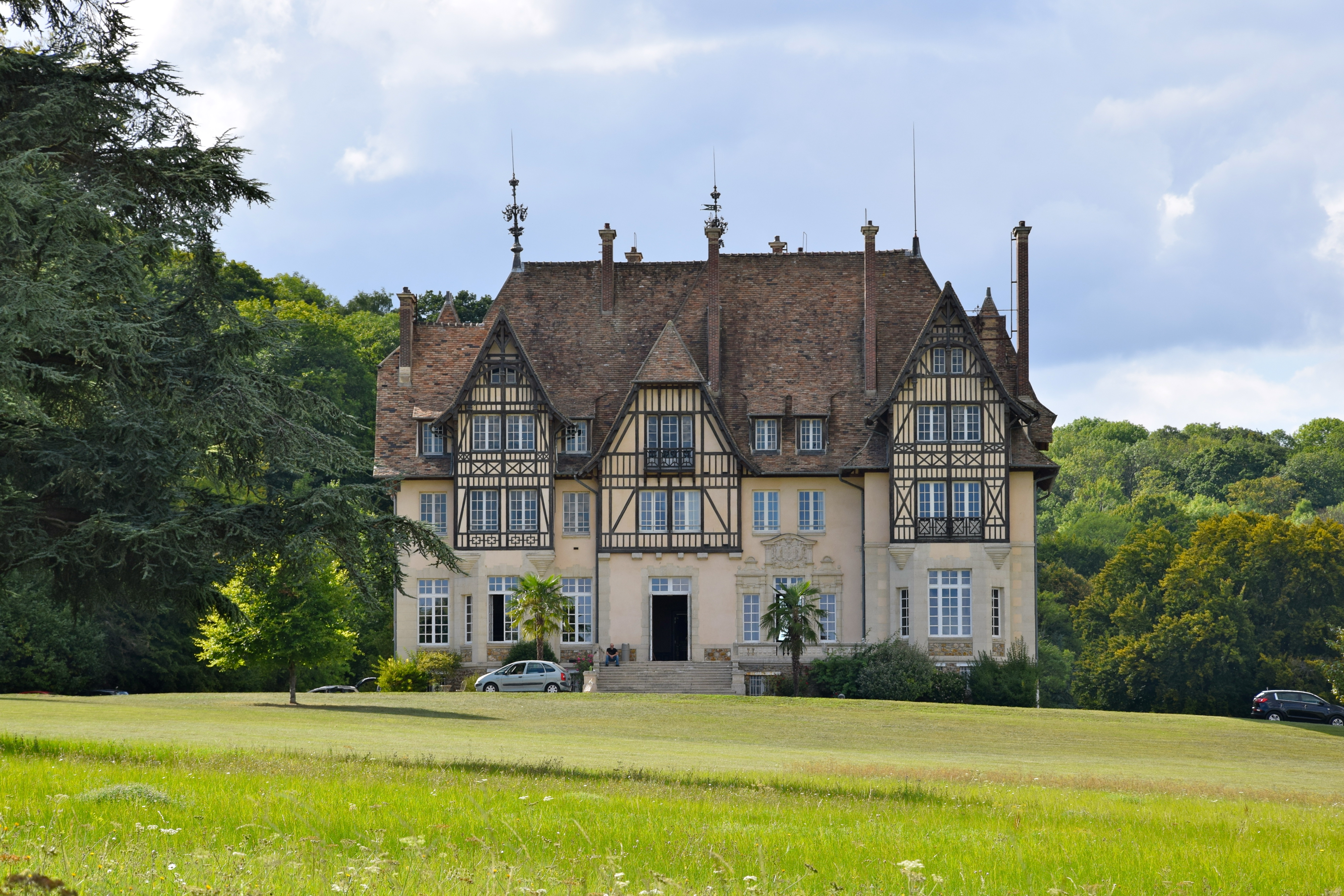
Schloss Chambly
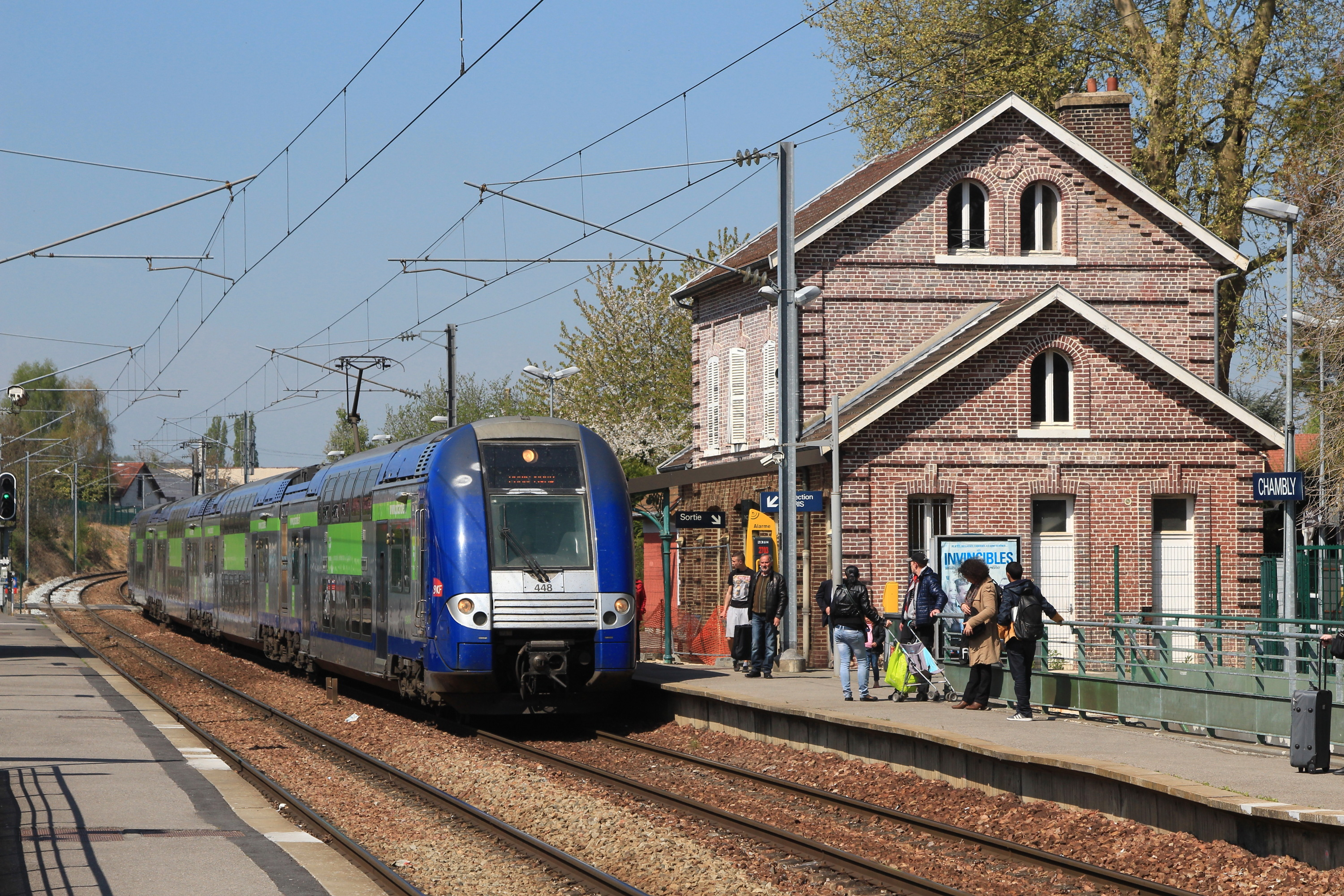
Bahnhof Chambly
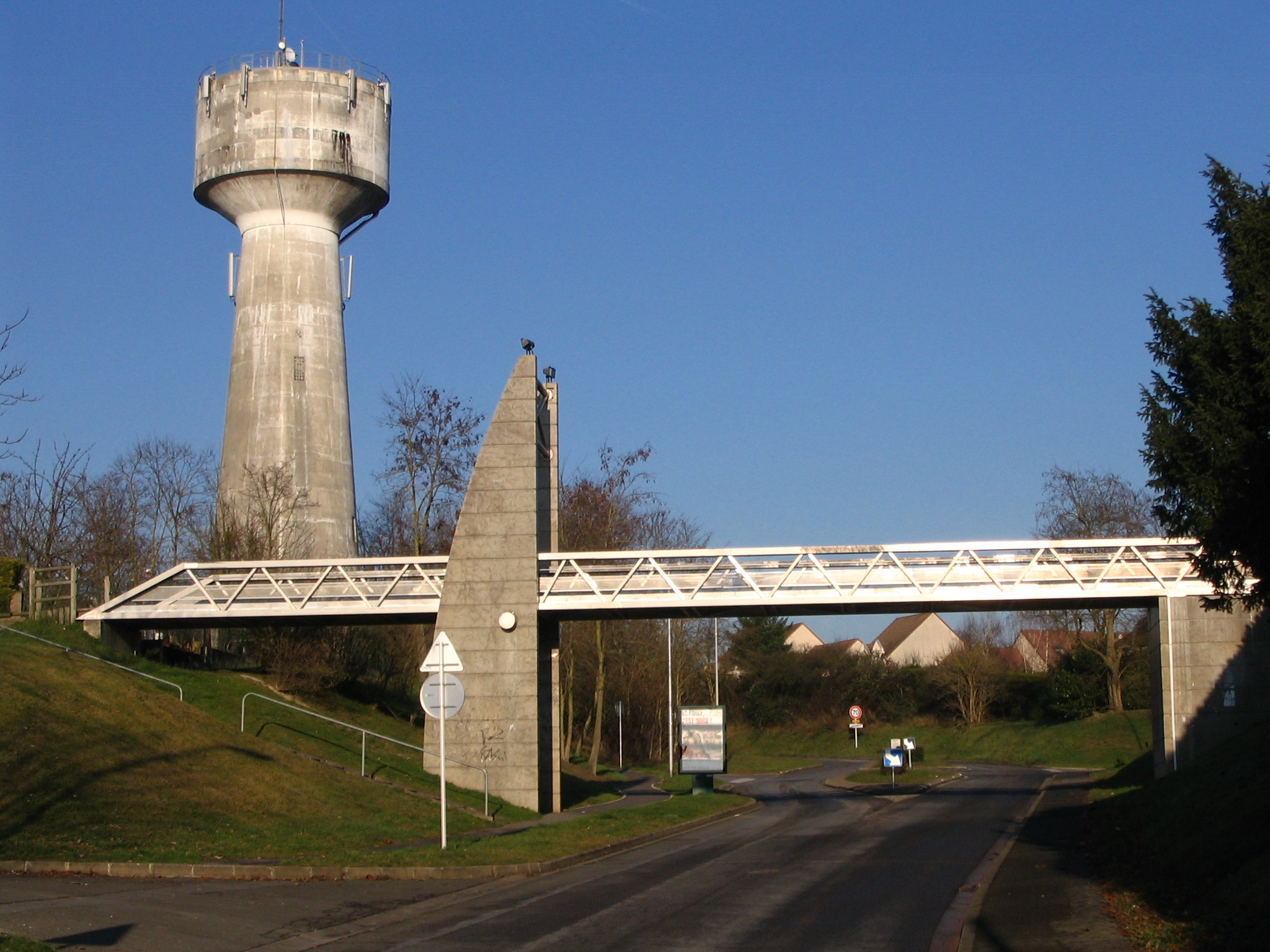
Wasserturm
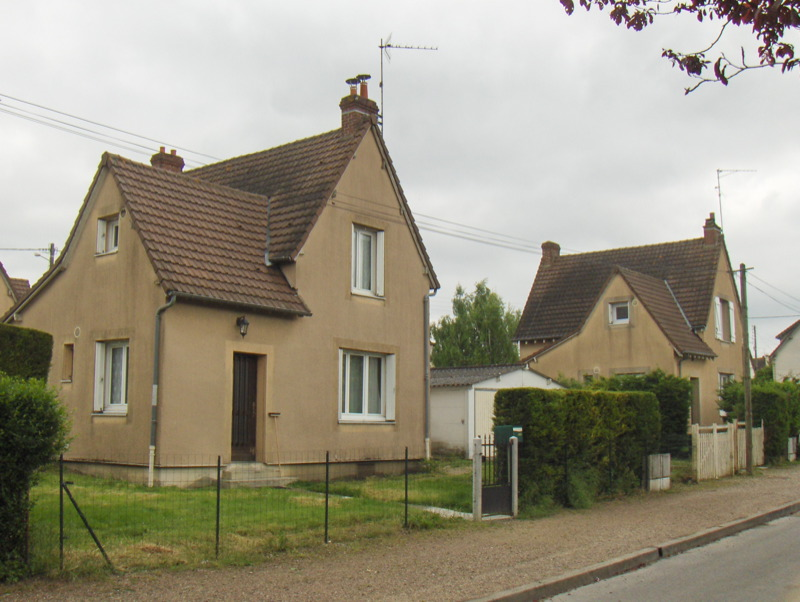
Eisenbahner-Wohnviertel
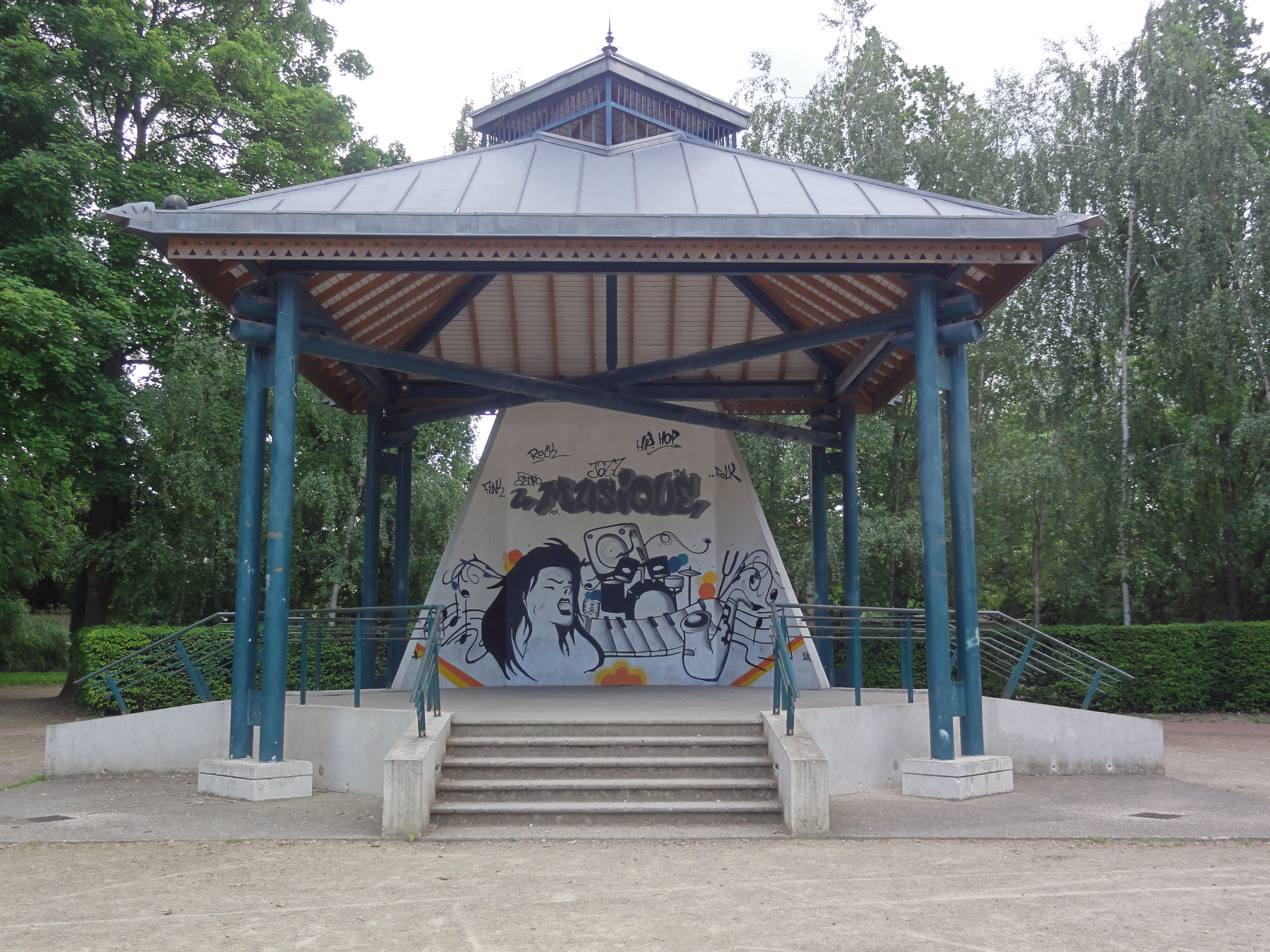
Musikpavillon
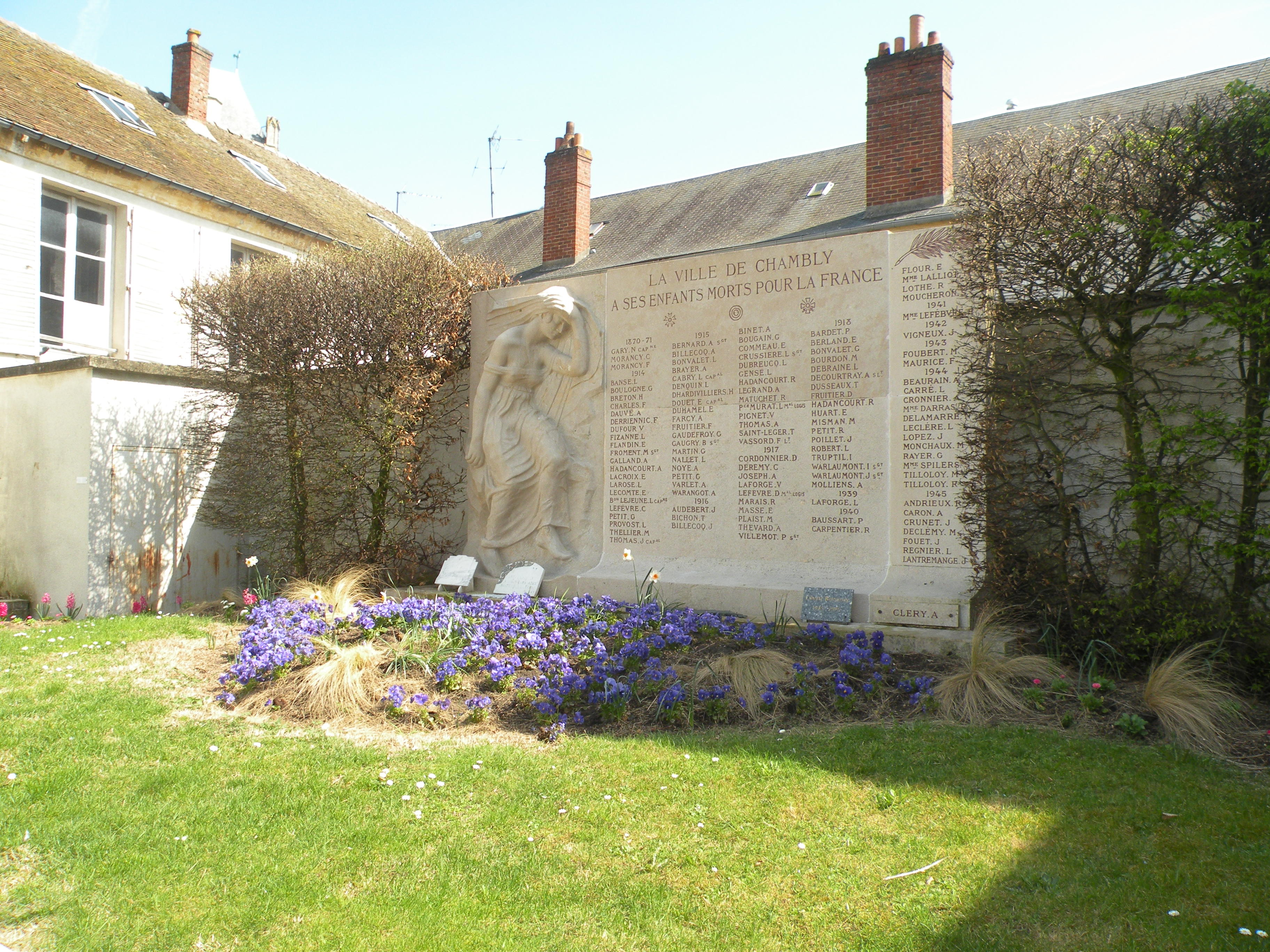
Gefallenendenkmal

## Städtepartnerschaften
- Acate in Italien
- Chambly in Kanada